# エムデ分解
エムデ分解（エムデぶんかい、Emde reaction、エムデ反応、エムデ還元 とも）とは、有機化学における人名反応のひとつで、飽和脂肪族の四級アンモニウムカチオンをナトリウムアマルガムで処理して三級アミンへと還元する手法。1909年に Hermann Emde により最初に報告された。
R4N+ + Na(Hg) → R3N
エムデ分解はかつて、エフェドリンなどのアルカロイドを構造決定するために利用されていた。下式のように、環状アンモニウムをエムデ分解にかけると脱離したアルキル基がアルケンに変わって残る。

## 関連反応
ナトリウムアマルガムの替わりに水素化アルミニウムリチウム (LAH) を用いる手法もある。
四級アンモニウムを基質または鍵中間体とする反応としては他に、ホフマン脱離、フォンブラウン反応 (von Braun reaction) が知られる。